# Spins
Spins ist ein  Bauerndorf mit 84 Einwohnern (Stand 2011) und gehört zur politischen Gemeinde Aarberg im Schweizer Kanton Bern.
Die Spinser (Schpeisser) nennen ihr Dorf auch Schpeiss. Der Ort besteht fast nur aus Bauernhäusern und ein paar Stöckli.
Spins liegt zwischen Lyss und Aarberg auf einem Hügel. Bei der alten Linde besteht eine Aussicht auf Aarberg und die dortige Zuckerfabrik. Das Tractorpulling-Team Eichpull ist dort ansässig.